# Argyrophora arcuaria
Argyrophora arcuaria là một loài bướm đêm trong họ Geometridae.